# Anisochelus gnomicus
Anisochelus gnomicus är en skalbaggsart som beskrevs av Ludwig Wilhelm Schaufuss 1885. Anisochelus gnomicus ingår i släktet Anisochelus och familjen Melolonthidae. Inga underarter finns listade i Catalogue of Life.